# 明星中学校・高等学校の人物一覧
明星中学校・高等学校人物一覧（めいせいちゅうがっこう・こうとうがっこうじんぶついちらん）は、明星中学校・高等学校 (東京都)の主な出身者・教員・関係者などの一覧である。

## OB・OG

### 政治
- 石森孝志 - 元東京都八王子市長
- 香川武文 -埼玉県志木市長
- 臼井伸介 - 東京都昭島市長
- 野口忠直 - 元東京都府中市長
- 山梨崇仁 - 神奈川県葉山町長
- 勝俣浩行 - 神奈川県箱根町長

### 学術
- 斎藤和明 - 国際基督教大学名誉教授、元学校法人明星学苑理事長
- 伊藤嘉昭 - 名古屋大学名誉教授
- 柳内和幸 - 東邦大学理学部准教授

### 文化
- 石田泰尚 - ヴァイオリニスト
- 木内裕也 - 通訳者
- 木島章 - 詩人
- 甲野善紀 - 身体技法研究家

### 芸能
- 江藤潤 - 俳優
- 信達谷圭 - 俳優
- 佐藤健太 - 俳優
- 尾崎千瑛 - 女優
- 長谷川博己 - 俳優
- 坂口健太郎 - 俳優
- GAKU-MC - 歌手
- YOGGY - 音楽プロデューサー
- 晋平太 - ラッパー[1]。
- 千紘れいか - 元宝塚歌劇団月組娘役
- 鳳真由 - 元宝塚歌劇団花組男役
- 凛城きら - 宝塚歌劇団専科男役

### スポーツ
- シュナイダー潤之介 - 元プロサッカー選手・ザスパクサツ群馬GKコーチ。
- 藤吉皆二朗 - サッカー選手・奈良クラブ所属。
- 杉本竜士 - サッカー選手・横浜FC所属。
- 椎名雄大 - プロバスケットボール選手・ブレックスクラブ所属。
- 松本賢 - プロハンドボール選手・ブンデスリーガDHfK所属。ビーチハンドボール日本代表主将。
- 神本雄也 - 体操選手・2010年第1回ユースオリンピック競技大会個人総合優勝。
- 松山康久 - 元競走馬調教師・日本中央競馬会所属。
- 大久保洋吉 - 元競走馬調教師・日本中央競馬会所属。
- 鈴木康弘 - 一般社団法人日本調教師会名誉会長。元競走馬調教師・日本中央競馬会所属。
- 村上茉愛 - 体操選手・2017年世界体操競技選手権女子床優勝。

### その他
- 吉田元一 - 実業家、学校法人明星学苑理事長
- 下田大気 - タクシードライバー